# Nils Posse (1739–1818)
Nils Posse, född 11 oktober 1739, död 7 januari 1818, var en svensk greve i släkten Posse af Säby, militär, överstekammarherre, riksmarskalk samt en av rikets herrar. Han var son till Mauritz Posse och Beata Kristina Posse.

## Biografi[1]
Nils Posse utnämndes till fänrik vid sin fars regemente år 1750 samt därefter till samma befattning vid Livgardet 1757. Vid livgardet befordrades han till löjtnant 1763, och eftersom han då befann sig nära hovet i Stockholm blev han redan 1764 kammarherre. År 1770 befordrades han ytterligare då han blev korpral vid drabantkåren samt erhöll Svärdsorden. Posse fortsatte sin tjänstgöring vid drabantkåren och blev 1777 kvartermästare, dock för att redan 1781 erhålla avsked. Därefter fortsatte han sin karriär i de kungliga hovstaterna, först som sekreterare vid Kunglig Majestäts Orden från 1782, till att utnämnas till överstekammarjunkare 1783 och till överstekammarherre 1787, då han även erhöll Serafimerorden.
Efter Gustav III:s död 1792 blev han 1793 en av rikets herrar samt tillförordnad riksmarskalk 1794. Han erhöll avsked från överstekammarherrebefattningen 1802. 1811 var han en av de första att få den nyinstiftade Carl XIII:s orden, då han länge varit en aktiv frimurare.
Nils Posse hade redan 1765, på Stockholms slott, gift sig med hovfröken och friherrinnan Sara Margaretha von Düben. Hon var född den 25 juli 1742 och var länge statsfru hos drottning Sofia Magdalena. Hustrun dog den 1 mars 1814 på Hellekis. Paret fick två barn, båda flickor, vilket gjorde att Nils Posse vid sin död den 7 januari 1818 slöt sin grevliga ätt på svärdssidan.

### Barn[1]
- Fredrica Lovisa Beata, född den 28 juni 1766 i Stockholm. Hovfröken hos prinsessan Sofia Albertina 1776.
- Henrietta, född den 24 oktober 1781. Gift den 26 augusti 1808 på Hellekis med kaptenen Johan Georg Carlström; han dog dock redan 1811. Henrietta dog den 13 juni 1812 i Mariestad.

## Ordnar och utmärkelser
- Svärdsorden – 1770[1]
- Serafimerorden – 26 november 1787[1]
- En af rikets herrar – 1793[1]
- Carl XIII:s orden – 1811[1]